# Обмежений кінопрокат
Обме́жений кінопрока́т — стратегія розповсюдження нового фільму в декількох кінотеатрах по всій країні, як правило, в артгаузах на великих столичних ринках. З 1994 року Nielsen EDI визначає обмежений кінопрокат у США і Канаді як фільм, випущений менш ніж у 600 кінотеатрах.
Досить часто мета обмеженого кінопрокату — оцінка привабливості спеціальних фільмів, таких як документальні, незалежні й артгаузні фільми. Звичайна практика кіностудій полягає у випуску в обмежений прокат довгоочікуваних і схвалених критиками фільмів не пізніше 31 грудня в окрузі Лос-Анджелес (штат Каліфорнія), щоб претендувати на номінацію на кінопремію «Оскар» (відповідно до правил). Довгоочікувані документальні фільми також виходять в обмежений прокат одночасно в Нью-Йорку, оскільки правила премії «Оскар» за найкращий повнометражний документальний фільм передбачають випуски в обох місцях. Фільми майже завжди виходять на широку аудиторію в січні або лютому наступного року.
Помітним винятком є «Шоу жахів Роккі Хоррора», прем'єра якого відбулася 1975 року. Фільм став культовим і досі показується лише в обмеженому вигляді; це найтриваліший кінопрокат в історії:112.